# Kuźnia Nieborowska
Kuźnia Nieborowska (niem. Nieborowitzer Hammer) – wieś sołecka w Polsce położona w województwie śląskim, w powiecie gliwickim, w gminie Pilchowice.
W latach 1975–1998 miejscowość administracyjnie należała do województwa katowickiego.

## Historia
W połowie XIX wieku w miejscowości dominowała ludność polska. Topograficzny opis Górnego Śląska z 1865 roku notuje stosunki ludnościowe na terenie wsi – „Un Haushaltungen find 36 mit 195 Seelen, von denen 185 nur der polnisch reden(...).” czyli w tłumaczeniu na język polski „W 36 gospodarstwach domowych znajduje się 195 dusz, z których 185 mówi tylko po polsku(...)”. Podczas niemieckiego spisu powszechnego w 1910 roku 110 mieszkańców Kuźni Nieborowskiej zadeklarowało, że posługuje się językiem polskim, a 24 językiem niemieckim.
W ramach plebiscytu na Górnym Śląsku w 1921 roku 38 głosów w Kuźni Nieborowskiej opowiedziało się za pozostaniem w Niemczech, a 57 za przyłączeniem do Polski.
15 lipca 1992 181,42 ha wsi Kuźnia Nieborowska włączono do Knurowa.

## Zabytki
W Kuźni Nieborowskiej znajdują się:
- dwór eklektyczny z ok. 1880 roku, piętrowy – obecnie dom pomocy społecznej,
- park dworski o powierzchni ok. 2 ha (dęby szypułkowe, lipy drobnolistne),
- stodoła dworska z 1880 roku.

## Turystyka
Przez wieś przebiega szlak turystyczny:
- - Szlak Stulecia Turystyki